# هنري إيبرهارت
هنري إيبرهارت (بالفرنسية: Henri Eberhardt)‏ هو كاياكير فرنسي، ولد في 27 نوفمبر 1913 في Riedisheim ‏ في فرنسا، وتوفي في 4 يوليو 1976 في بوون في فرنسا.

## وصلات خارجية
- هنري إيبرهارت على موقع أوليمبيديا (الإنجليزية)